# 185744 Hogan
185744 Hogan este un asteroid din centura principală de asteroizi.

## Descriere
185744 Hogan este un asteroid din centura principală de asteroizi. A fost descoperit pe 21 martie 1999 la Apache Point Observatory în cadrul programului Sloan Digital Sky Survey. Asteroidul prezintă o orbită caracterizată de o semiaxă mare de 2,88 ua, o excentricitate de 0,25 și o înclinație de 13,5° în raport cu ecliptica.